# Sociedad Deportiva Colloto
La Sociedad Deportiva Colloto es un club de fútbol de la localidad asturiana de Colloto, que se encuentra situada entre los concejos de Oviedo y Siero. En la actualidad el primer equipo del club compite en la Segunda Asturfútbol.

## Historia
El equipo fue creado en el año 1987 tras la fusión de tres clubes de fútbol de la zona: el Club Deportivo Águila Negra, el Colloto Club de Fútbol y el Club Deportivo Central Lechera. Federativamente conservó los derechos del Águila Negra. 
Su primer éxito deportivo tuvo lugar en el año 1995 cuando consigue el ascenso a Tercera División por primera vez en su historia. Se mantuvo en esta categoría hasta la temporada 2002-03, en la que descendió.
En la temporada 2023/24 el equipo es entrenado por hasta cuatro entrenadores diferentes y Ramón Gordón cierra su mandato con el Colloto descendiendo colista a Segunda Asturfutbol y el filial ascendiendo a la misma categoría a la que desciende el primer equipo.

## Uniforme
- Uniforme titular: camiseta verde con detalles en negro, pantalón negro y medias verdes.
- Uniforme alternativo: camiseta negra con detalles en blanco, pantalón negro y medias negras.

## Estadio
El club disputa sus partidos como local en el Campo Municipal El Nora II, con capacidad para aproximadamente 2000 espectadores y unas dimensiones de 93 x 62 m. Dentro del complejo deportivo "Campos del Nora", se ubican tres terrenos para la práctica del fútbol, dos son de hierba natural y el tercero con superficie de arena.

## Trayectoria en competiciones nacionales
- Temporadas en Primera División: 0
- Temporadas en Segunda División: 0
- Temporadas en Primera Federación: 0
- Temporadas en Segunda Federación: 0
- Temporadas en Tercera: 11
- Participaciones en Copa del Rey: 0

## Trayectoria
| Temporada | Nivel | Categoría           | Posición | Copa del Rey |
| --------- | ----- | ------------------- | -------- | ------------ |
| 1987-88   | 6     | 1.ª Regional        | 15.º     |              |
| 1988-89   | 6     | 1.ª Regional        | 12.º     |              |
| 1989-90   | 6     | 1.ª Regional        | 18.º     |              |
| 1990-91   | 6     | 1.ª Regional        | 4.º      |              |
| 1991-92   | 6     | 1.ª Regional        | 3.º      |              |
| 1992-93   | 5     | Regional Preferente | 10.º     |              |
| 1993-94   | 5     | Regional Preferente | 9.º      |              |
| 1994-95   | 5     | Regional Preferente | 2.º      |              |
| 1995-96   | 4     | 3.ª División        | 17.º     |              |
| 1996-97   | 4     | 3.ª División        | 16.º     |              |
| 1997-98   | 4     | 3.ª División        | 17.º     |              |
| 1998-99   | 4     | 3.ª División        | 9.º      |              |
| 1999-2000 | 4     | 3.ª División        | 16.º     |              |
| 2000-01   | 4     | 3.ª División        | 11.º     |              |
| 2001-02   | 4     | 3.ª División        | 7.º      |              |
| 2002-03   | 4     | 3.ª División        | 19.º     |              |
| 2003-04   | 5     | Regional Preferente | 5.º      |              |
| 2004-05   | 5     | Regional Preferente | 17.º     |              |
| 2005-06   | 5     | Regional Preferente | 15.º     |              |
| 2006-07   | 5     | Regional Preferente | 1.º      |              |
| 2007-08   | 4     | 3.ª División        | 20.º     |              |
| 2008-09   | 5     | Regional Preferente | 2.º      |              |
| 2009-10   | 4     | 3.ª División        | 18.º     |              |

| Temporada | Nivel | Categoría           | Posición         | Copa del Rey |
| --------- | ----- | ------------------- | ---------------- | ------------ |
| 2010-11   | 5     | Regional Preferente | 2.º              |              |
| 2011-12   | 4     | 3.ª División        | 20.º             |              |
| 2012-13   | 5     | Regional Preferente | 18.º             |              |
| 2013-14   | 6     | 1.ª Regional        | 13.º             |              |
| 2014-15   | 6     | 1.ª Regional        | 4.º              |              |
| 2015-16   | 6     | 1.ª Regional        | 8.º              |              |
| 2016-17   | 6     | 1.ª Regional        | 4.º              |              |
| 2017-18   | 6     | 1.ª Regional        | 3.°              |              |
| 2018-19   | 5     | Regional Preferente | 14.º             |              |
| 2019-20   | 5     | Regional Preferente | 13.º             |              |
| 2020-21   | 5     | Regional Preferente | 4.º (Subgrupo 1) |              |
| 2021-22   | 6     | Regional Preferente | 6.º (Subgrupo 2) |              |
| 2022-23   | 6     | Primera RFFPA       | 15.º             |              |
| 2023-24   | 6     | Primera Asturfútbol | 20.º             |              |
| 2024-25   | 7     | Segunda Asturfútbol |                  |              |

## Palmarés

### Torneos autonómicos
- Regional Preferente de Asturias (1): 2006-07.
- Subcampeón de la Regional Preferente de Asturias (3): 1994-95, 2008-09 y 2010-11.

### Trofeos amistosos
- Memorial Juan Puerta (1): 2023.

- Datos: Q3326358